# Roberto Renzi
Pour les articles homonymes, voir Renzi.
Roberto Renzi (né le 10 février 1923 à Cadorago dans la province de Côme en Lombardie et mort le 23 octobre 2018), est un scénariste de bandes dessinées italien.
Il est le créateur d'Akim, Zarawa et de Tiramolla Elastoc en 1952 avec Giorgio Rebuffi. Il collabore aussi à la scénarisation de bandes dessinées italienne pour Editoria Disney.

## Publications
- Akim (cocréateur Augusto Pedrazza) Mon Journal (revue)
  - Bengali (Akim Spécial) Mon journal
- Zarawa (Zan della jungla) (cocréateur Bruno Marraffa)
- Tiramolla Elastoc (cocréateur Giorgio Rebuffi)
- Fulgor (cocréateur Augusto Pedrazza) Apaches (revue)
- Joe Canyon (cocréateur Nicola Del Principe)
- Le petit capitaine (Il Piccolo Caporale) Totem (revue)